# 阿不都哈依尔·吐烈
阿不都哈依尔·吐烈（哈萨克语： Abdul-hayir Türe, Әбділқайыр төре，1890年—1970年），哈萨克族，新疆省尼勒克县人，新疆三区革命领导人，中华人民共和国官员。

## 生平
阿不都哈依尔·吐烈早年曾担任过副千户长、尼勒克县参议。1944年，他参加新疆三区革命，任东突厥斯坦共和国临时政府委员。他还负责组建了临时政府畜牧局，并出任局长。
1945年10月，在苏联斡旋下，三区政府代表热合木江、阿不都哈依尔、阿合买提江抵达迪化，同国民政府代表张治中举行和平谈判。1946年1月和6月，分两次签订了《十一项和平条款》及2个附件。1946年7月1日新疆省政府改组为新疆省联合政府。阿不都哈依尔·吐烈曾任伊犁专区副专员。
中华人民共和国成立后，任新疆省人民政府委员会（1955年后改为新疆维吾尔自治区人民委员会）委员。同时，他还是第一、二届全国政协委员。
1970年，阿不都哈依尔·吐烈逝世。